# Уилсон, Прешес
Прешес Уилсон (англ. Precious Wilson) — британская певица, наиболее известна как солистка группы Eruption.

## Биография
Прешес Уилсон родилась в Спэниш Таун, Ямайка. В возрасте семи лет девочка переехала с родителями в Великобританию, где начала заниматься музыкой. Первый успех пришел к певице в 1975 году, когда она вместе с группой "Silent Eruption" победила в радиоконкурсе, проводившемся компанией "RCA" в Западной Германии. Во время выступления произошла встреча со знаменитым немецким продюсером группы Boney M. Фрэнком Фарианом (Frank Farian), который по достоинству оценил прекрасные вокальные данные певицы и предложил группе контракт с "Hansa Records". Фрэнк сократил название "Silent Eruption" до броского Eruption (в переводе с английского «Извержение») и превратил исполнителей в звёзд мировых дискотек.
В 1977 году группа записала песню " I Can’t Stand The Rain", имевшую огромный успех во всём мире, причём этот успех был обеспечен именно потрясающим вокалом Прешес Уилсон. Далее, в 1978 году, последовал не менее знаменитый хит "One Way Ticket", в котором тoже солировала Уилсон.
Летом  1979 года Прешес покидает группу и начинает сольную карьеру под руководством того же Фрэнка Фариана. 

### Сольная карьера
Дебютным синглом певицы стала кавер-версия песни Sam & Dave Hold On I’m Coming, вышедшая в августе 1979, а также сольная "Let All Be Music". Для успешного старта Прэшес Фрэнк Фариан поместил песни на четвёртый альбом Boney M. «Oceans Of Fantasy», который пользовался огромным успехом во многих странах мира.
На её дебютный альбом On the Race Track Hansa Records возлагает большие надежды. Он вышел в октябре 1980, но первый сингл из него «Cry to Me» получил успех только в Швейцарии. Второй сингл, «We Are on the Race Track», достиг 11-й позиции в чартах Германии, но сам LP-альбом имел умеренный успех.
Выпуск второго диска All Coloured in Love (1982) и третьего Funky Fingers (1983) также не достиг желаемых результатов, хотя альбомы были весьма сильными со всех точек зрения. После окончания контракта с Hansa Records певица возвращается в Лондон.
Прэшес пытается взять реванш и записывает альбом с известными британскими продюсерами, который получил название Precious Wilson на Jive Records в 1986, но и он не стал особо популярным, хотя включал знаменитый трек из фильма «Жемчужина Нила» с Кэтлин Тёрнер и Майклом Дугласом. Прэшес была приглашена для записи саундтрека к этой голливудской постановке. Позже певица выпустила ряд успешных синглов, а также участвовала в совместных проектах с известными британскими музыкантами, включая Элтона Джона (альбом «Duets»). В конце 80-х Прэшес была приглашена на заглавную роль в мюзикле «Blues In The Night». Затем она выпускает великолепную версию хита Донны Саммер (Donna Summer) «I Feel Love», сделанную в модном тогда стиле «электропоп» (проект «Messiah»). По оценкам многих музыкальных экспертов эта версия даже превзошла оригинал. В 1988 году певица посетила с гастролями Советский Союз.
В первой половине 90-х Прэшес работала над записью одного из альбомов проекта Supermax, а в 1994-м вновь объединила свои усилия с Фрэнком Фарианом, выпустив компиляцию своих лучших песен (как в составе Eruption, так и сольных работ). В 2007/2008 годах медиагигант Sony BMG, получивший права на издание бэк-каталога компании Фариана MCI, выпустил два переиздания ремастированного сборника 1994 года. ()
Законодательница современного танца. Её сценическую пластику копируют такие звёзды как Мадонна, Бритни Спирс и Леди Гага.
В настоящее время[когда?] Прэшес гастролирует под маркой Eruption feat. Precious Wilson, исполняя свои лучшие хиты.

## Дискография

### Альбомы
- On the Race Track (October 1980)
- All Coloured in Love (July 1982)
- Funky Fingers (December 1983)
- Precious Wilson (1986)

### Синглы
- «Hold On I’m Coming» (1979)
- «Cry to Me» (1980)
- «We Are on the Race Track» (1981)
- «I Need You» (1981)
- «I Don’t Know» (1982)
- «Raising My Family» (1982)
- «Red Light» (1982)
- «Let’s Move Aerobic» (1983)
- «River Deep, Mountain High» (1984)
- «I’ll Be Your Friend» (1985)
- «The Jewel of the Nile» (1986)
- «Nice Girls Don’t Last» (1986)
- «Love Can’t Wait» (1986)
- «Only the Strong Survive» (1987)
- «I May Be Right 4U» (1990)
- «Spacer» (with the Funky French Guy) (1992)
- «I Feel Love» (with Messiah) (1993)